# Neozuga strictifascia
Neozuga strictifascia là một loài bướm đêm trong họ Geometridae.